# Maja Blagovič
Maja Blagovič, slovenska igralka, * 16. junija 1960, Maribor.
Rodila se je 16. junija 1960 v Mariboru. Na Akademiji za gledališče, radio, film in televizijo v Ljubljani je študirala dramsko igro in umetniško besedo. Diplomirala je leta 1988. V sezoni 1983/1984 je postala članica Slovenskega stalnega gledališča v Trstu, kjer je še vedno zaposlena.
V priljubljeni slovenski seriji Ena žlahtna štorija je igrala lik Marije.

## Zasebno
S partnerjem igralcem Vladimirjem Jurcem živita na Krasu in imata dva sinova.

## Nagrade
- 2011 – nagrada Združenja dramskih umetnikov Slovenije za umetniške dosežke[1]
- 2012 – nagrada za najboljšo žensko vlogo na festivalu Joakiminterfest v Kragujevcu (za vloge Vnukinje, Azijke, Mravlje in Špecerista v predstavi Zlati zmaj)[1]